# Roccatederighi
Roccatederighi ist ein Ortsteil (Fraktion, italienisch frazione) von Roccastrada in der Provinz Grosseto, Region Toskana in Italien.

## Geografie
Der Ort liegt 7 km westlich des Hauptortes Roccastrada, 30 km nördlich der Provinzhauptstadt Grosseto, 80 km südlich der Regionalhauptstadt Florenz und 38 km südwestlich von Siena. Der Ort liegt in der Landschaft der Maremma und in den Colline Metallifere bei 537 m und hatte 2001 ca. 850 Einwohner. Roccatederighi liegt kurz unterhalb des Berges Sassoforte, der Ort Sassofortino (ebenfalls Ortsteil von Roccastrada) liegt ca. 3 km entfernt.
Der Ort ist in fünf Contraden unterteilt: Corso, Nobili, Torre, Tramonto und Ventosa. Die sechste Contrada Tufolino ist inzwischen Teil der Contrada Torre.

## Geschichte
Roccatederighi wurde erstmals am 29. August 1110 als Rocca Nossina (auch Rocca Norsina) urkundlich erwähnt. Am Anfang des 13. Jahrhunderts war der Ort als Rocca filiorum Guaschi benannt. Er unterstand lange Zeit den Grafen Tederighi (auch Tederigi), Verbündete der Aldobrandeschi, und hatte seine Blütezeit im 13. Jahrhundert, als der Name 1239 in Roccatederighi geändert wurde. Ab 1323 gehörte der Ort endgültig zu Siena. Von 1368 bis 1404 war die Familie der Salimbeni aus Siena Herr über den Ort, nach deren Fall regierten die Ratsherren von Siena wieder. Die ersten Statuten des Ortes entstanden bereits zwei Jahre später und wurden 1452 reformiert. Im Konflikt zwischen Siena und Florenz wurde der Ort 1553 fast vollständig zerstört und fiel an Florenz, das Siena erst 1555 einnehmen konnte. 1618 vergab Cosimo II. de’ Medici den Ort als Lehen an die Malaspina di Mulazzo.

## Sehenswürdigkeiten

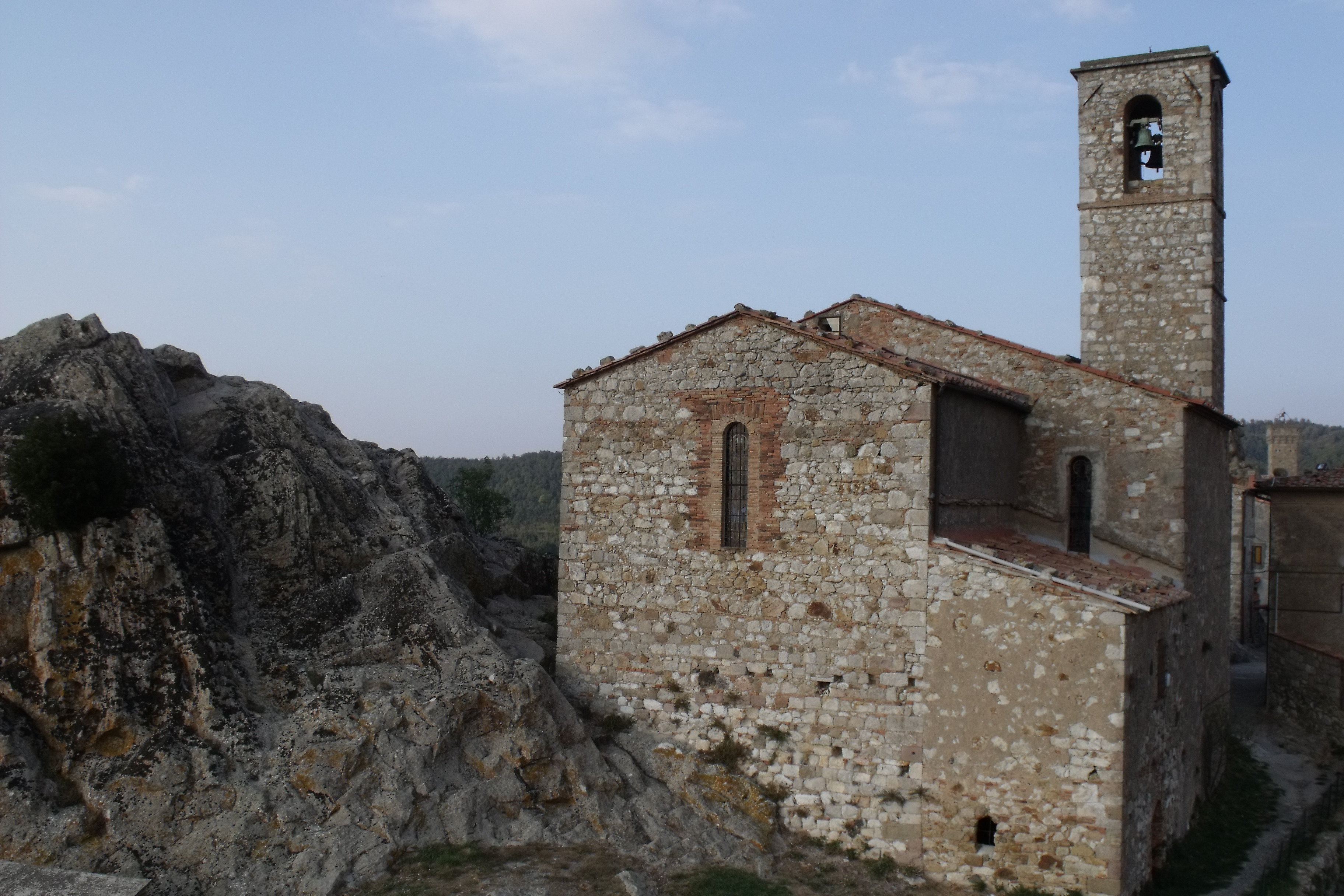
Kirche San Martino Vescovo, im Hintergrund der Torre dell’Orologio (Rückseite)

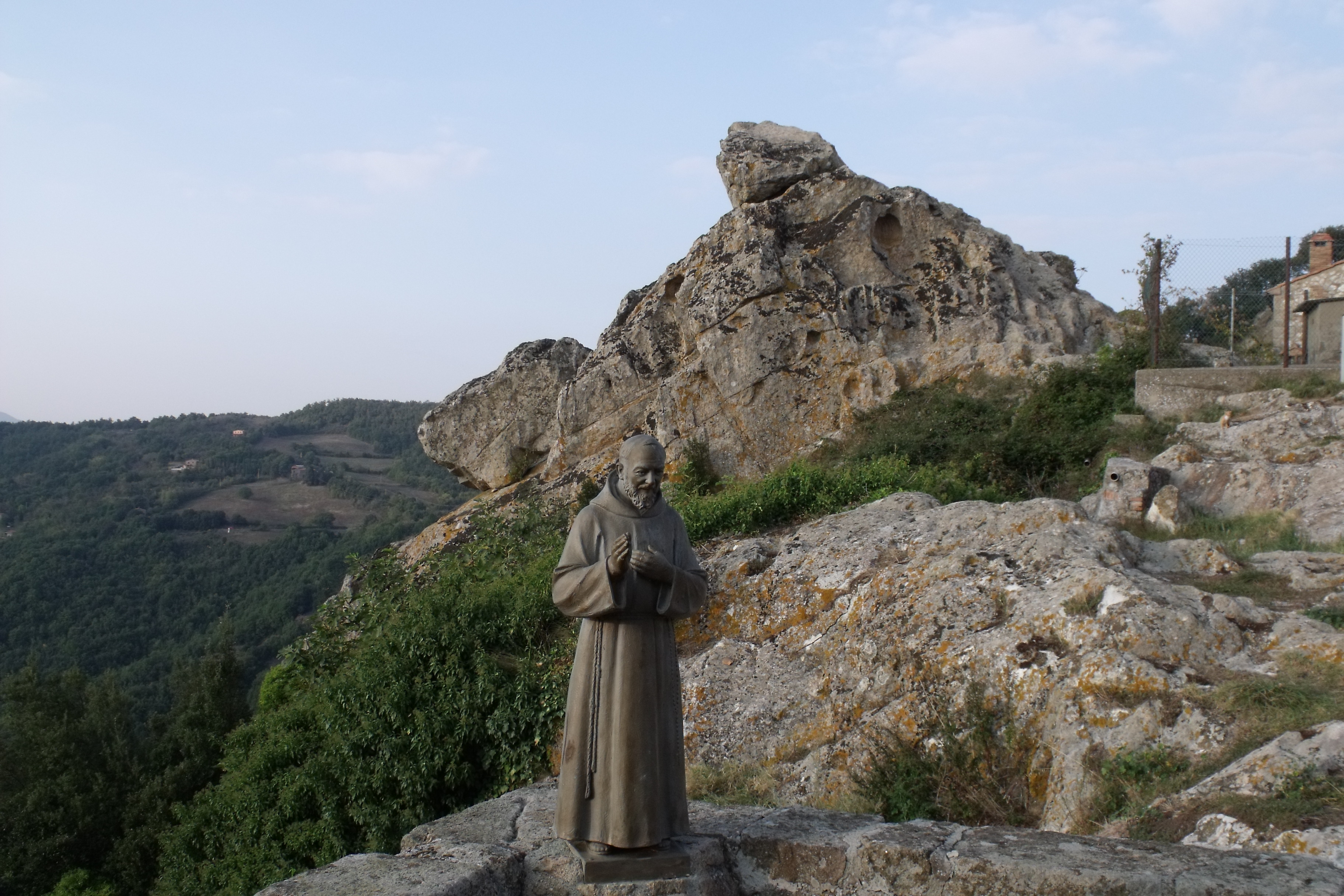
Die Statue des Pio von Pietrelcina vor der Kirche San Martino Vescovo

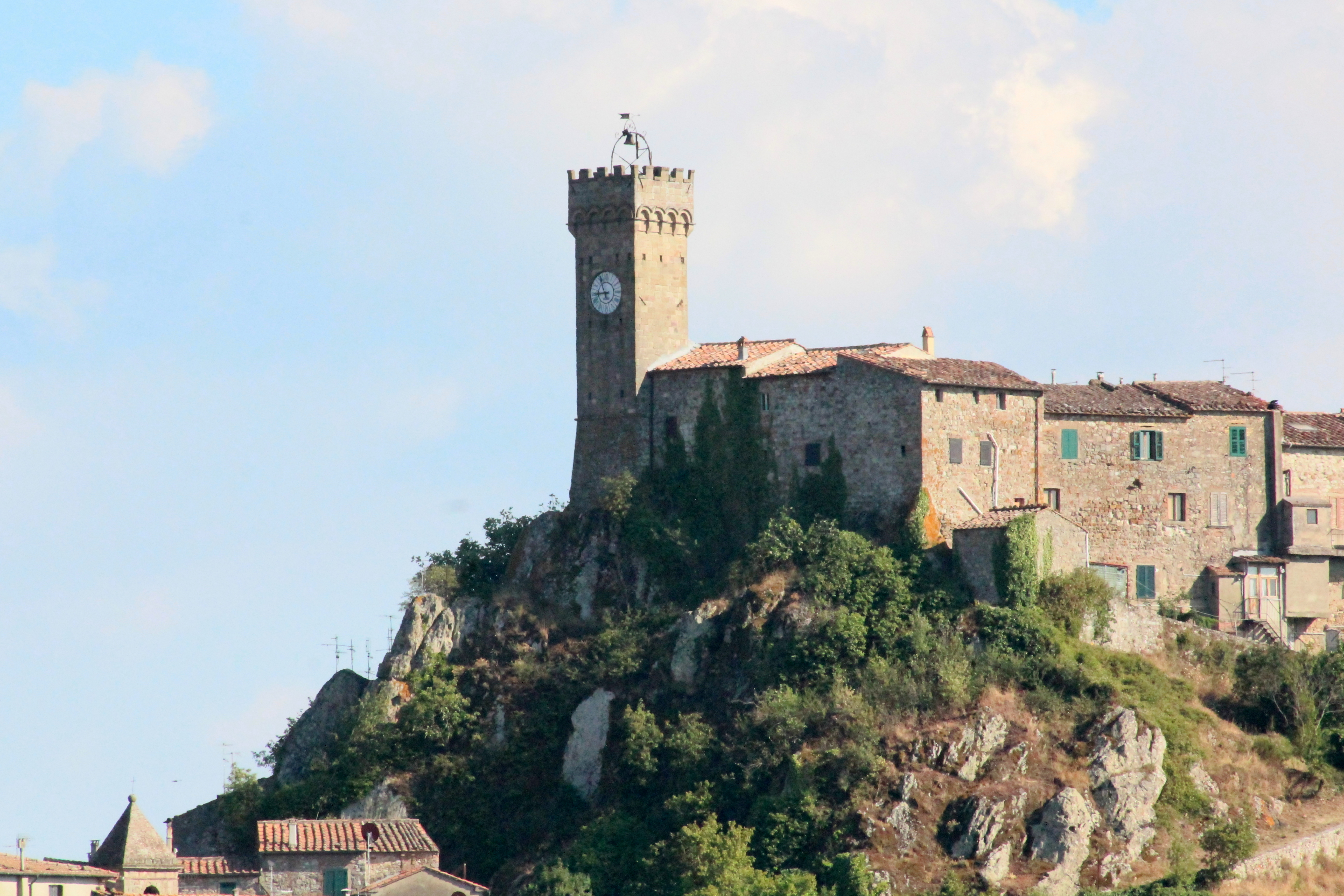
Der Uhrturm Torre dell’Orologio (Torre Civica), 1911 entstanden

- Chiesa di San Martino Vescovo, bereits im 10. Jahrhundert erwähnte Kirche im historischen Ortskern. Wurde 1489 erneuert und enthält das Werk Madonna col Bambino e Sant’Agostino, wahrscheinlich von einem Schüler des Vincenzo Rustici gemalt.[4][2]
- Chiesa di San Sebastiano, unterhalb der Festung liegende Kirche, die im 16. Jahrhundert entstand und 1860 erneuert wurde. Das Werk SS. Sebastiano e Fabiano wird dem Umfeld des Ilario Casolani zugeschrieben.[5]
- Torre dell’Orologio, 1911 entstandener Uhrturm, der zum 50-jährigen Jubiläum des italienischen Einheit entstand.

## Sport
- Es ist heute einer der wenigen Orte, in denen noch Palla eh! gespielt wird.

## Veranstaltungen
- Palio Storico dei Ciuchi, Palio, der mit Eseln ausgetragen wird. Wurde erstmals am 14. August 1295 als Giostra dei Sestrieri con Palio unter den sechs Contraden (Sestieri) veranstaltet. Wird seit 1947 wieder zwischen den inzwischen zu fünf gewordenen Contraden ausgetragen. Bis zu den 1970er Jahren fand der Palio am jeweils am 14. September statt und wurde danach auf den 14. August verlegt.[6]